# Maximilian Weigend
Maximilian Weigend (Erbendorf, 25 de septiembre de 1969) es un botánico alemán.
Weigend estudió de 1987 y 1989, obteniendo el primer premio en la "Geschichtswettbewerb des Bundespräsidenten" con el tema „Historia Ambiental“ en 1992 de la "South African Phycological Society" por sus estudios sobre la fitoquímica de macroalga de Sudáfrica.
En 1993, se graduó en la Universidad de Natal, Sudáfrica y posteriormente se unió a la Universidad de Múnich Ludwig-Maximilians. Como parte de su investigación, viajó a Venezuela, Colombia, Ecuador, Perú, antes, en julio de 1997 con su tesis „Nasa & the conquest of South America“ obteniendo su doctorado con magna cum laude. En ese trabajo se presenta una versión completa de las loasáceas con muchos nuevos géneros y especies descritas, mas debido a un error técnico, los taxones solo fueron validados en 2006.
A partir de 1999 comenzó la investigación sobre los géneros Ribes y Desfontainia. En 2000 fue nombrado profesor asistente en el Instituto de Botánica Sistemática y Fitogeografía de la FU Berlín. En 2011, recibió una llamada a la Universidad de Bonn Rheinische Friedrich-Wilhelms donde relevaría a Wilhelm Barthlott como director del Jardín Botánico de la Universidad de Bonn. Desde entonces, también es Director Adjunto del Instituto Nees para la Diversidad Biológica Vegetal. Weigend ha presentado varios libros para las adaptaciones de las especies de ortiga, por lo que en el año 2001 fue coeditor de Flora de Colombia y en 2004 con el sexto volumen Families and Genera of Vascular Plants.

## Algunas publicaciones
- e.f. Rodríguez, m. Weigend, blanca León, e. Alvitez I., j. Pera D., s. Arroyo A. 2007c. Laccopetalum giganteum (Ranunculaceae) una especie endémica en peligro del norte del Perú que necesita planes de conservación urgente (Laccopetalum giganteum (Ranunculaceae) an Endangered endemic species from northern Perú in urgent need of conservation plans). Arnaldoa 14 (1): 123--130
- m. Weigend. 2006. Familial and generic classification Archivado el 30 de junio de 2008 en Wayback Machine.
- rodríguez, arana, weigend (comps.). 2005. Bosques relictos del NO de Perú y SO de Ecuador. Rev. Perú. Biol. 12 (2): 179- 181 versión en línea ISSN 1727-9933
- m. Weigend. 2001. Flora de Colombia - Loasaceae. pp. 99–100, Bogotá, ISSN 0120-4351
- a.a. Müller, j.k. Kufer, k.g. Dietl, s.a. Reiter, j. Grau, m. Weigend. 1999. Iridoid glucosides—chemotaxonomic markers in Loasoideae. Phytochemistry, 52, 67–78 (enlace roto disponible en Internet Archive; véase el historial, la primera versión y la última).

## Eponimia
- (Alstroemeriaceae) Bomarea weigendii Hofreiter & E.Rodr.[4]
- (Asteraceae) Angeldiazia weigendii M.O.Dillon & Zapata[5]
- (Gentianaceae) Gentianella weigendii J.S.Pringle[6]
- (Loasaceae) Nasa weigendii E.Rodr.[7]
- (Passifloraceae) Passiflora weigendii T.Ulmer & M.Schwerdtfeger[8]